# Eophoxocephalopsis deceptionis
Eophoxocephalopsis deceptionis is een vlokreeftensoort uit de familie van de Phoxocephalopsidae. De wetenschappelijke naam van de soort is voor het eerst geldig gepubliceerd in 1947 door Stephensen.